# Милоплюсы
Милоплюсы (лат. Myloplus) — род пресноводных лучепёрых рыб из семейства пираньевых (Serrasalmidae).

## Описание
Обитают в пресных тропических и субтропических водоёмах Южной Америки, ведя стайный образ жизни. Многие виды в природе обычны и имеют местное промысловое значение. Представители рода практически всеядны, с явным упором в травоядную диету. Средний размер около 30 см. Один самых крупных видов рода, Myloplus schomburgkii, легко преодолевает 40-сантиметровую размерную планку. Имеют локальное промысловое значение и часто продаются на рыбных рынках крупных южноамериканских городов.
Myloplus ценятся среди аквариумистов как шоу-рыбы[неизвестный термин], то есть украшение для больших видовых аквариумов. Самцы порой выказывают агрессивное поведение.
Близкие родственники — роды Myleus, Mylossoma, Metynnis.

## Классификация
На июнь 2023 года в род включают 15 видов:
- Myloplus arnoldi Ahl, 1936
- Myloplus asterias (Müller & Troschel, 1844)
- Myloplus levis (Eigenmann & McAtee, 1907) — Гладкий милоплюс[1]
- Myloplus lobatus (Valenciennes, 1850)
- Myloplus lucienae Andrade, Ota, Bastos & Jégu, 2016
- Myloplus nigrolineatus R. P. Ota, V. N. Machado, M. C. Andrade, R. A. Collins, I. P. Farias & Hrbek, 2020
- Myloplus planquettei Jégu, Keith & Le Bail, 2003
- Myloplus rhomboidalis (Cuvier, 1818)
- Myloplus rubripinnis (Müller & Troschel, 1844)
- Myloplus schomburgkii (Jardine, 1841)
- Myloplus ternetzi (Norman, 1929)
- Myloplus tiete (Eigenmann & Norris, 1900)
- Myloplus torquatus (Kner, 1858)
- Myloplus tumukumak M. C. Andrade, Jégu & Gama, 2018[3]
- Myloplus zorroi Andrade, Jégu & Giarrizzo, 2016